# IZAM
IZAM（イザム、1972年4月23日 - ）は、日本のミュージシャン、タレント、俳優。本名は日根 良和（ひね よしかず）。
東京都府中市出身。身長180cm。血液型はO型。東京都立松が谷高等学校卒業。ベニバラ兎団主宰。日本芸術専門学校特別講師。妻は女優の吉岡美穂。3児の父。父は元国鉄スワローズ投手の日根紘三（ひね こうぞう）。

## 来歴
子供の頃からジャッキー・チェンに憧れて、俳優になりたかった。まだ、中学・高校時代はバレーボール部に所属し、中学時代はキャプテンを務めた。
1993年に新宿で知り合ったメンバーとロックバンド「SHAZNA」を結成し、ボーカリストとして活動。
インディーズ時代は名義が幾度も変わり
- 「葵翠(Kisui)」(※SHAZNA Gt.A・O・I加入以前) ※ファンサイトなどで、ごくまれに翡翠(ひすい)であったとされる記録があるが、正しくは葵翠(きすい)である。参照:Demo tape『Phenomena/Solitary』
- 「IZANE」(※SHAZNA Gt.A・O・I加入後からDemo Tape 『SHAZNA』 まで)
- 「IZAMÜ」(※SHAZNA 1st Mini Album 『Sophia』 まで)
- 「IZAMU」(※SHAZNA 3rd Mini Album 『Raspberry Time』 まで)

名義であった。
SHAZNAのインディーズラストアルバム
『Promise Eve』より現「IZAM」名義となった。直筆サインもそれぞれ異なっていた。
学生時代にカルチャー・クラブのボーイ・ジョージに影響を受けたルックスでインディーズ時代から強い支持を得、1997年にシングル『Melty Love』でメジャーデビュー。同年、一風堂の『すみれ September Love』をカバーし大ヒットを記録。SHAZNA全盛期のスタイルはボーイ・ジョージの影響が大きいと語っており、この際の服装を今でも「女みたいな服装」といじられネタにされる事が多い。なお、女装しなくても素顔自体が中性的な顔立ちで、これを維持するために「女性ホルモンを入れている」とテレビ番組で告白したと雑誌が報じたが、本人自身が事実無根であると否定した。また彫りの深い顔立ちであり一見ハーフのように見えるが生粋の日本人である。
1999年2月、吉川ひなのと結婚するが、同年9月に離婚。
1999年4月に『saku saku morning call』のMCに就任。その際に予算がない旨を言い渡され、せめて人形と司会をさせてくれと懇願したことから「フトモモ」が誕生し、後の増田ジゴロウや白井ヴィンセント誕生の布石となる。また同番組は1週間分を一度に収録したが、曜日ごとに衣装を替えたのは歴代MCで彼だけである。また、紡木たくの漫画『ホットロード』の影響でバイクに乗ったり、ガンプラの中で特にジムを16体も作った少年時代を語っている。
2000年10月にバンド活動を休止してからはソロ・アーティストとして活動する一方、堤幸彦監督の映画『チャイニーズ・ディナー』（2001年）『溺れる魚』（2001年）に俳優として出演、2002年には初の執筆小説『ミラー・ボーイ』を出版するなど、他分野にも活動を広げる。
2001年に第11回日本映画批評家大賞新人賞を受賞した。
2005年、日本テレビ系『(秘)ひらめ筋』でトリノオリンピック出場を目指してスケルトンに一から挑戦し、競輪学校で特訓を受けるなどしたが、最終的には出場には至らなかった。
2006年6月、SHAZNAがメジャーデビュー10周年を翌年に控え6年ぶりの活動再開を発表。同年9月5日のDUO MUSIC EXCHANGEで復活ライブを行う。2007年4月にはニュー・シングル『心』が発売される。IZAMはそのトレードマークであった女装の封印を決断した。なお、2006年にSHAZNA再始動をしたのと並行してバンドalcali-5を結成。同バンド内においては「十六夢(読み:いざむ)」名義で活動していた。
2006年11月9日、タレントの吉岡美穂と再婚。この時、吉岡は妊娠3か月だった。
2007年4月17日、第一子となる男児「桜深（おうみ）」が誕生。
2008年7月5日、自身のブログでサンミュージックプロダクションへの移籍を発表。
2008年9月14日、『ウラネタ芸能ワイド 週刊えみぃSHOW』出演中、吉岡の妊娠（第二子）を公表した。
2008年11月3日、インディーズ時代の貧困を綴った初エッセイ『ホームレスヴィジュアル系』（ゴマブックス ISBN 978-4777111206）の発売記念イベントにおいてSHAZNA解散を電撃発表。2009年3月22日にShibuya O-EASTで解散ライブを行った。
2008年11月7日、第二子となる女児「王詞（きこと）」が誕生。
2009年5月31日、『愛の修羅バラ!』で妻の吉岡美穂と初共演。夫婦生活を赤裸々に話す姿が受け、以降吉岡と夫婦でバラエティ番組に出演する機会が増えている。
2010年5月28日、吉岡の第三子の妊娠を発表。11月25日に、男児「希海(きうな)」が誕生したことを発表した。
2017年8月27日、自身のブログとTwitterにてSHAZNAのメジャーデビュー20周年を記念して、新メンバー3人を加えた6人編成になり、新華（しんか）と称してSHAZNA再始動を発表。同時に、長年にわたってメディア上でヴィジュアル系バンドとされてきたSHAZNAを「ヴィジュアル系ではなく、ヴィジュアルクリエイターである」と改めて強調した。

## ディスコグラフィ

### シングル
1. 素直なままで（1998年5月27日、PHDL-11001、IZAM with ASTRAL LOVEとして）オリコン20位
  - フジテレビ系『ショムニ』主題歌
2. 瞳閉じて（1998年11月26日、TODT-5230）オリコン19位
  1. 瞳閉じて[5:04]
作詞・作曲：ЯK／編曲：山口一久
NHK金曜時代劇『新・腕におぼえあり〜よろずや平四郎活人剣〜』主題歌
  2. 羽根と作り物の花[6:14]
作詞・作曲：ЯK／編曲：山口一久
  3. 瞳閉じて (Piano Instrumental Version)[2:23]
  4. 瞳閉じて (Non Vocal Version)[5:04]
3. アイリス（2003年4月19日）オリコン48位
  1. アイリス[4:16]
作詞：IZAM／作曲：a-k／編曲：S・Shiera
  2. 蕾の告白[4:24]
作詞：IZAM／作曲：a-k／編曲：S・Shiera
  3. 博愛サプリメント[3:52]
作詞：IZAM／作曲：Jelly Izumi・IZAM
洋服の青山「リクルート スーツ」CMソング
4. 恋してクラ☆クラ（2003年5月28日）オリコン100位
  1. 恋してクラ☆クラ (NEO ROMANESQUE edit)[3:55]
作詞：IZAM／作曲：a-k／編曲：S・Shiera
フジテレビ系『HEY!HEY!HEY! MUSIC CHAMP』2003年4・5月度EDテーマ
  2. 恋してクラ☆クラ (IZAMLESS edit)[3:52]
  3. (エンハンスド)映像特典:恋してクラ☆クラ (VIDEO clip)

### アルバム
| #         | タイトル                               | 作詞  | 作曲・編曲 | 時間 |
| --------- | -------------------------------------- | ----- | ---------- | ---- |
| 1.        | 「博愛サプリメント (Appetizer Taste)」 |       |            | 2:27 |
| 2.        | 「極東極上☆Night」                     |       |            | 4:33 |
| 3.        | 「失恋モノグラム」                     |       |            | 3:55 |
| 4.        | 「蕾の告白」                           |       |            | 4:21 |
| 5.        | 「予感」                               |       |            | 4:25 |
| 6.        | 「永遠の純潔」                         |       |            | 5:13 |
| 7.        | 「夏色吐息」                           |       |            | 3:05 |
| 8.        | 「有罪プロムナード」                   |       |            | 3:23 |
| 9.        | 「アイリス」                           |       |            | 4:15 |
| 10.       | 「君は罪」                             |       |            | 4:22 |
| 11.       | 「秋桜」                               |       |            | 4:25 |
| 12.       | 「恋してクラ☆クラ」                    |       |            | 3:53 |
| 13.       | 「美意識過剰」                         |       |            | 2:51 |
| 14.       | 「博愛サプリメント (Dessert Taste)」   |       |            | 1:24 |
| 合計時間: | 合計時間:                              | 52:32 |            |      |

| #         | タイトル                              | 作詞  | 作曲・編曲 | 時間 |
| --------- | ------------------------------------- | ----- | ---------- | ---- |
| 1.        | 「アイリス (プロモ・ビデオ)」         |       |            | 5:56 |
| 2.        | 「博愛サプリメント (プロモ・ビデオ)」 |       |            | 4:04 |
| 合計時間: | 合計時間:                             | 10:00 |            |      |

| #         | タイトル                | 作詞  | 作曲・編曲 | 時間 |
| --------- | ----------------------- | ----- | ---------- | ---- |
| 1.        | 「Libra」               |       |            | 5:06 |
| 2.        | 「ABYSS」               |       |            | 4:42 |
| 3.        | 「8月の情熱セレナーデ」 |       |            | 5:06 |
| 4.        | 「密愛オルゴール」      |       |            | 6:03 |
| 5.        | 「Asian Beauty」        |       |            | 4:27 |
| 6.        | 「Bacarrat」            |       |            | 4:51 |
| 合計時間: | 合計時間:               | 30:15 |            |      |

| #         | タイトル                          | 作詞  | 作曲・編曲 | 時間 |
| --------- | --------------------------------- | ----- | ---------- | ---- |
| 1.        | 「水玉サーフライダー」            |       |            | 4:06 |
| 2.        | 「シ・ン・デ・レ・ル・ラ SUMMER」 |       |            | 3:37 |
| 3.        | 「PePeRoN-Tea-No！」              |       |            | 3:20 |
| 4.        | 「嘘をついた夏の風鈴」            |       |            | 4:17 |
| 5.        | 「ロマンスの世界線」              |       |            | 3:53 |
| 6.        | 「JAPANESEMAN IN TOKIO」          |       |            | 3:37 |
| 7.        | 「拝啓…拗らせ女子様。」           |       |            | 3:18 |
| 8.        | 「アマヤドリ」                    |       |            | 3:23 |
| 9.        | 「12月24日」                      |       |            | 4:55 |
| 10.       | 「ZUTOO」                         |       |            | 3:24 |
| 合計時間: | 合計時間:                         | 37:50 |            |      |

### 参加作品
1. 『ディズニー・トリビュートアルバム We Love Mickey〜ハッピー70thアニバーサリー』（1998年11月6日）
  - 5. 小さな世界
2. 『Loveless, more Loveless』（2011年2月16日、メガマソ）
  - 13. すみれ September Love （メガマソfeat. IZAM）

## フィルモグラフィ

### 出演
- チャイニーズ・ディナー（2000年）
- 溺れる魚（2001年）
- g@me.（2003年）
- エコエコアザラク R-page（2006年）
- エコエコアザラク B-page（2006年）
- LOVEDEATH（2006年）
- 日掛け金融地獄伝 こまねずみ常次朗 悪徳金融死すべし（2006年）
- 探偵物語（2007年）

### 監督
- 夏音 -Caonne（2006年）
- 倉貫まりこ／キューティー・バニー（2004年）
- IZAMプロデュース／パライソの海（2023年）

## 俳優業

### テレビ番組
- saku saku morning call（tvk）
- 所的蛇足講座（FBS福岡放送） - レギュラー
- 幸せって何だっけ 〜カズカズの宝話〜（フジテレビ）2007年5月 - 6月8日、要潤のピンチヒッターとして出演。
- 日本史サスペンス劇場（日本テレビ） - 上杉謙信 役
- 私の何がイケないの?（TBSテレビ） - 準レギュラー

### テレビドラマ
- 三姉妹探偵団 第3話「ライブ殺人!愛と復讐の連続爆弾魔!!」（1998年、日本テレビ） - 本人 役
- ご近所探偵TOMOE（2003年3月29日、WOWOW） - シューマッハ 役
- TRICK エピソード4 死を呼ぶ駄洒落歌（テレビ朝日） - 亀山哲也 役
- 山村美紗十三回忌特別企画 「新・祇園芸妓シリーズ（3）京都花嫁衣裳殺人事件」（2008年2月8日、フジテレビ） - 吉本雄一郎 役
- 月曜ゴールデン（TBS）
  - 警視庁南平班〜七人の刑事〜2（2010年8月23日） - 稲葉真治 役
  - 世直し公務員ザ・公証人10（2012年2月27日） - 藤野竹生 役
  - 釣り刑事5（2014年10月27日） - 沢村雄吾 役
- 水曜ミステリー9 街占師 北白川晶子の事件占い2（2012年1月11日、テレビ東京） - 高原鶴男 役
- 仮面ライダーウィザード（2013年1月27日・2月3日、テレビ朝日） - 指揮者（ベルゼバブ） 役
- 三匹のおっさん2〜正義の味方、ふたたび!!〜（2015年5月8日、テレビ東京） - レイヤ（山室次郎）役
- 土曜ワイド劇場 司法教官・穂高美子4（2015年10月31日、テレビ朝日） - 中川徹 役
- 99.9-刑事専門弁護士- SEASON II 第6話（2018年2月25日、TBS） - パクチー弁当スミレ店主 役

### 映画
- 日掛け金融地獄伝 こまねずみ常次朗 ～悪徳金融死すべし～（2006年7月8日、監督：鈴木浩介） - 長倉 役
- 民暴（2016年1月30日、監督：貝原クリス亮）[5] - 村崎組組長 村崎秀樹(元 白石組若頭) 役
- CONFLICT 〜最大の抗争〜（2016年） - 警視庁 組織犯罪対策部 穂積宏 役
- 野獣(クーガ)の城〜女子刑務所〜（2017年3月26日公開、監督：奥渉）[6] - 警察庁 広域捜査部対策課 管理官 安藤公彦 役
- GRAY ZONE（2017年、監督：藤原健一） - 仁道会新庄組組長 新庄康夫 役
- いまダンスをするのは誰だ?（2023年、監督：古新舜） - 葛西渉 役

### Vシネマ
- 美少女戦士セーラームーン（実写版） 『Act.ZERO／セーラーV誕生！』（2005年3月25日発売） - マジック怪盗《キューティ・ケンコー》 役
- ジャングルクロウ!（2010年） - バーテンダー 役
- 暴力水滸伝2（2014年） - 武州連合会の理事 緒方 役
- 野獣(クーガ)の城〜女子刑務所〜2（2017年5月、監督：奥渉）-  警察庁 広域捜査部対策課 管理官 安藤公彦 役
- CONFLICT 最大の抗争 第三章 - 第八章（2018年 - 2019年） - 警視庁 組織犯罪対策部 穂積宏 役

### CM
- 大日本除虫菊「タンスにゴン」
- JT「泡立つカフェオレ・泡立つカフェチョコ」
- ブルボン「チュロフル」「ワッフルバー」

### 舞台
- ベニバラ兎団 プロデュース公演 vol.3「世界を終わりに近づける愛の魔法」（2010年1月7日 - 11日、新宿THEATER BRATS）
- ベニバラ兎団 プロデュース公演 vol.4「Cabaret カルチェ・ラタン!1950」（2010年9月30日 - 10月3日、東京新宿シアターモリエール）
- ベニバラ兎団 プロデュース公演 vol.5「レスラーボーイズ」（2011年1月7日 - 11日、下北沢「劇」小劇場）
- DHE@stageプロデュース「陰陽師〜Light and Shadow〜」（2011年4月7日 - 17日、新国立劇場） - 平知盛 役
- +GOLD FISH（2013年2月7日 - 16日、東京芸術劇場）
- 銀河英雄伝説 第四章 後篇 激突（2014年2月12日 - 3月2日、青山劇場） - ムライ 役
- まほろばかなた－長州志士の目指した場所－（2014年4月、天王洲 銀河劇場）
- BIOHAZARD THE Experience（2017年2月10日 - 26日、Zeppブルーシアター六本木 / 2017年3月4日 - 5日、新神戸オリエンタル劇場）
- 東京ハイビーム×ベニバラ兎団 合同企画 2～3月ロングラン公演「Selection Theater」（2018年2月20日 - 3月10日、四谷天窓）

## 声優業

### アニメ映画
- クレヨンしんちゃん 電撃!ブタのヒヅメ大作戦（1998年）IZAM 役 ※初の声優出演

## 趣味・嗜好
- 新世紀エヴァンゲリオンの熱狂的ファンでエヴァ携帯を宝物にしており、本人は電源を入れたことが無い。しかし吉岡がIZAMと喧嘩をした後、本人のいない間に子供に触らせて怒りを発散していることをばらされた（勿論電源を入れられている）[7]。
- SHAZNA時代から好きな芸人として江頭2:50を挙げている。
- 空手初段である。
- インディーズ時代からメジャーデビューまでの間、マツダRX-7に乗っていた。